# 埃米尔·格吕米奥
埃米尔·格吕米奥（法語：Émile Grumiaux，1861年6月11日—1932年5月18日），法国男子射箭运动员。他曾代表法国参加1900年夏季奥林匹克运动会射箭比赛，获得一枚金牌。他于1932年在列万去世。